# Уэствуд, Джин
Джин Уэ́ствуд (англ. Jean Westwood) — фигуристка из Великобритании, четырёхкратная чемпионка мира (1952—1955 годов), двукратная чемпионка Европы (1954 и 1955 годов), четырёхкратная чемпионка Великобритании (1952—1955 годов) в танцах на льду. Выступала в паре с Лоуренсом Демми. Их пара — первые в истории чемпионы мира и Европы в танцах на льду.

## Спортивные достижения
(с Лоуренсом Демми)
| Соревнования/Сезоны       | 1952 | 1953 | 1954 | 1955 |
| ------------------------- | ---- | ---- | ---- | ---- |
| Чемпионаты мира           | 1    | 1    | 1    | 1    |
| Чемпионаты Европы         |      |      | 1    | 1    |
| Чемпионаты Великобритании | 1    | 1    | 1    | 1    |